# Moravskoslezská fotbalová liga 1999/2000
V soubojích devátého ročníku Moravskoslezské fotbalové ligy 1999/2000 se utkalo 16 týmů každý s každým dvoukolovým systémem podzim–jaro. Tento ročník začal v srpnu 1999 a skončil v červnu 2000.
Během podzimu odstoupil ze soutěže klub FK HK Přerov, čímž se stal prvním sestupujícím, jeho výsledky byly anulovány a soutěž byla dohrána s 15 účastníky. Do II. ligy postoupila prvá dvě mužstva, sestoupila kromě Přerova další dvě mužstva z chvostu tabulky.

## Nové týmy v sezoně 1999/00
- Ze II. ligy 1998/1999 sestoupilo do MSFL mužstvo FK HK Přerov.
- Z Divize D 1998/1999 postoupilo vítězné mužstvo FC Elseremo Brumov a z Divize E 1998/1999 postoupilo vítězné mužstvo FK Holice 1932.

## Nejlepší střelec
Nejlepším střelcem sezony se stal útočník Roman Sedláček, který soupeřům nastřílel celkem 19 branek (16 za Holici, 3 za FC Zeman Brno).

## Konečná tabulka
| Poř. | Tým                       | Z  | V  | R  | P  | VG | OG | B  |
| ---- | ------------------------- | -- | -- | -- | -- | -- | -- | -- |
| 1.   | FK Holice 1932 (N)        | 28 | 16 | 7  | 5  | 52 | 37 | 55 |
| 2.   | FC PSJ Jihlava            | 28 | 16 | 7  | 5  | 48 | 23 | 55 |
| 3.   | FC MSA Dolní Benešov      | 28 | 12 | 12 | 4  | 35 | 23 | 48 |
| 4.   | FC VMG Kyjov              | 28 | 12 | 10 | 6  | 24 | 18 | 46 |
| 5.   | FC Baník Ostrava „B“      | 28 | 11 | 11 | 6  | 45 | 29 | 44 |
| 6.   | FC Stavo Artikel Brno „B“ | 28 | 10 | 10 | 8  | 37 | 31 | 40 |
| 7.   | SK UNEX Uničov            | 28 | 11 | 6  | 11 | 32 | 38 | 39 |
| 8.   | SK Hranice                | 28 | 11 | 6  | 11 | 39 | 49 | 39 |
| 9.   | FK Kunovice               | 28 | 10 | 5  | 13 | 32 | 38 | 35 |
| 10.  | TJ Biocel Vratimov        | 28 | 9  | 7  | 12 | 38 | 36 | 34 |
| 11.  | FC Roubina Dolní Kounice  | 28 | 9  | 6  | 13 | 32 | 45 | 33 |
| 12.  | SK Sigma Olomouc B        | 28 | 7  | 10 | 11 | 41 | 35 | 31 |
| 13.  | FC Elseremo Brumov (N)    | 28 | 8  | 4  | 16 | 29 | 50 | 28 |
| 14.  | FC Dukla SEKOPT Hranice   | 28 | 6  | 6  | 16 | 30 | 45 | 24 |
| 15.  | FC Zeman Brno             | 28 | 5  | 7  | 16 | 22 | 39 | 22 |
| 16.  | FK HK Přerov (S)          | –  | –  | –  | –  | –  | –  | –  |

Poznámka:
- FC Zeman Brno se po sezoně na rok sloučil s FC Sparta Brno

Poznámky:
- Z = Odehrané zápasy; V = Vítězství; R = Remízy; P = Prohry; VG = Vstřelené góly; OG = Obdržené góly; B = Body; (S) = Mužstvo sestoupivší z vyšší soutěže; (N) = Mužstvo postoupivší z nižší soutěže (nováček)
- O pořadí na 1. a 2. místě rozhodla bilance vzájemných zápasů: Holice – Jihlava 3:1, Jihlava – Holice 1:0
- O pořadí na 7. a 8. místě rozhodla bilance vzájemných zápasů: Uničov – SK Hranice 1:2, SK Hranice – Uničov 0:2

Zkratky:
- FC = Football club; FK = Fotbalový klub; MSA = Moravsko-Slezské armatury; PSJ = Pozemní stavby Jihlava; SEKOPT = název sponzora klubu; SK = Sportovní klub; TJ = Tělovýchovná jednota; UNEX = název sponzora klubu; VMG = Vetropack Moravia Glass (název sponzora klubu)

|  | Postup do II. ligy 2000/2001 |
|  | Zánik A-mužstva              |
|  | Sestup do Divize D 2000/2001 |
|  | Sestup do Divize E 2000/2001 |

## Výsledky
|                           | JIH | DBE | KYJ | HRA | BRN | UNI | HOL | DUH | OVA | DKO | KUN | VRA | OLO | ZEM | BRU | PRE |
| ------------------------- | --- | --- | --- | --- | --- | --- | --- | --- | --- | --- | --- | --- | --- | --- | --- | --- |
| FC PSJ Jihlava            | —   | 1:1 | 2:0 | 2:1 | 2:2 | 3:0 | 1:0 | 4:1 | 2:1 | 5:0 | 2:0 | 1:0 | 3:1 | 2:0 | 1:3 |     |
| FC MSA Dolní Benešov      | 1:0 | —   | 3:0 | 0:0 | 1:1 | 1:1 | 4:0 | 2:1 | 1:0 | 2:0 | 1:0 | 3:0 | 0:4 | 1:0 | 2:1 |     |
| FC VMG Kyjov              | 0:0 | 2:1 | —   | 4:0 | 0:1 | 1:0 | 0:0 | 0:0 | 2:1 | 2:0 | 3:0 | 0:0 | 1:1 | 1:0 | 1:0 |     |
| SK Hranice                | 1:1 | 1:0 | 1:0 | —   | 0:0 | 0:2 | 2:3 | 2:1 | 2:2 | 1:0 | 3:1 | 4:1 | 1:0 | 3:2 | 0:1 |     |
| FC Stavo Artikel Brno „B“ | 1:0 | 1:1 | 0:1 | 3:0 | —   | 3:1 | 1:1 | 1:2 | 2:2 | 2:2 | 0:1 | 0:2 | 0:3 | 1:1 | 4:0 |     |
| SK UNEX Uničov            | 1:3 | 0:0 | 0:1 | 1:2 | 1:0 | —   | 0:1 | 3:1 | 1:2 | 1:0 | 1:1 | 3:2 | 0:4 | 1:0 | 3:1 |     |
| FC Holice 1932            | 3:1 | 2:0 | 0:0 | 3:1 | 2:1 | 2:2 | —   | 3:1 | 1:1 | 5:3 | 3:1 | 1:0 | 3:1 | 3:0 | 2:1 |     |
| FC Dukla SEKOPT Hranice   | 1:3 | 2:2 | 0:1 | 1:3 | 2:3 | 0:1 | 2:1 | —   | 2:3 | 1:0 | 1:1 | 0:0 | 3:0 | 1:0 | 2:1 |     |
| FC Baník Ostrava „B“      | 2:2 | 1:1 | 4:0 | 1:1 | 0:0 | 0:1 | 5:1 | 0:0 | —   | 3:0 | 1:1 | 0:0 | 1:0 | 1:0 | 2:1 |     |
| FC Roubina Dolní Kounice  | 0:0 | 0:0 | 0:0 | 4:2 | 2:3 | 2:2 | 3:1 | 1:0 | 1:6 | —   | 2:0 | 1:0 | 0:2 | 2:0 | 3:1 |     |
| FK Kunovice               | 1:0 | 1:2 | 1:2 | 3:2 | 4:0 | 0:0 | 2:3 | 3:2 | 1:0 | 2:1 | —   | 0:2 | 2:0 | 1:0 | 0:1 |     |
| TJ Biocel Vratimov        | 1:2 | 2:3 | 0:0 | 6:2 | 1:2 | 0:1 | 0:0 | 2:0 | 2:3 | 3:1 | 1:1 | —   | 3:2 | 1:2 | 1:1 |     |
| SK Sigma Olomouc „B“      | 1:1 | 1:1 | 0:0 | 6:1 | 2:3 | 1:1 | 1:1 | 2:1 | 1:1 | 0:0 | 0:2 | 1:2 | —   | 1:1 | 5:1 |     |
| FC Zeman Brno             | 0:2 | 0:0 | 1:0 | 0:2 | 0:2 | 0:3 | 2:3 | 1:1 | 3:1 | 0:1 | 2:2 | 1:1 | 1:1 | —   | 1:0 |     |
| FC Elseremo Brumov        | 0:2 | 1:1 | 2:2 | 1:1 | 1:0 | 3:1 | 1:4 | 2:1 | 0:1 | 1:3 | 1:0 | 1:3 | 1:0 | 1:4 | —   |     |
| FK HK Přerov              |     |     |     |     |     |     |     |     |     |     |     |     |     |     |     | —   |

## Soupisky mužstev

### FC PSJ Jihlava
Martin Bílek (-/0),
Martin Padrnos (-/0),
Pavel Pospíchal (-/0) -
Daniel Bratršovský (-/0),
Vladimír Hekerle (-/2),
R. Chylík (-/1),
Michal Kadlec (-/0),
Tomáš Kaplan (-/10),
Ivo Koníř (-/9),
P. Kuchta (-/0),
Petr Maléř (-/4),
P. Moravec (-/0),
Roman Přibyl (-/7),
Radek Sláma (-/2),
Lubomír Slavík (-/4),
L. Staněk (-/3),
P. Svítil (-/0),
M. Šancl (-/2),
Petr Tržil (-/1),
Karel Večeřa (-/0),
P. Wiener (-/0),
Martin Zimčík (-/0) -
trenér Tibor Duda

### FC Baník Ostrava „B“
D. Dujsík (-/0),
Aleš Jurčík (-/0),
Lukáš Paleček (-/0),
J. Skupeň (-/0) -
Aleš Broulík (-/7),
P. Čechal (-/0),
Z. Duda (-/1),
Josef Dvorník (-/0),
T. Gašparík (-/0),
Zdeněk Hrňa (-/2),
L. Chovanec (-/1),
Tomáš Janoviak (-/0),
M. Kašík (-/1),
Rostislav Kiša (-/3),
Lubomír Kubica (-/4),
Michael Kubík (-/2),
M. Kučera (-/3),
L. Machanec (-/0),
Miroslav Matušovič (-/5),
Milan Páleník (-/6),
M. Randýsek (-/1),
Vladimír Skalba (-/2),
Martin Sviták (-/0),
D. Štverka (-/0),
Petr Švach (-/2),
K. Včelka (-/0),
Radomír Víšek (-/0),
Libor Žůrek (-/6) -
trenér Pavol Michalík

### FC Stavo Artikel Brno „B“
Martin Doležal (-/0) –
Petr Bartes (-/1),
Daniel Břežný (-/1),
M. Galia (-/0),
J. Havel (-/0),
M. Klusáček (-/0),
Jiří Kopunec (-/8),
Gökmen Kore (-/8),
Karel Kroupa (-/3),
Patrik Křap (-/0),
T. Máša (-/1),
Milan Macík (-/3),
Pavel Mezlík (-/0),
Radek Mezlík (-/0),
Petr Musil (-/1),
Lukáš Nechvátal (-/3),
Zdeněk Partyš (-/0),
K. Polínek (-/0),
M. Poredský (-/0),
M. Ráček (-/0),
V. Ráček (-/0),
Aleš Schuster (-/1),
Petr Schwarz (-/0),
L. Svat (-/4),
D. Šmehlík (-/0),
Pavel Šustr (-/3),
Jan Votava (-/0),
Martin Zbončák (-/1),
Martin Živný  (-/0) –
trenér Oldřich Janusicza

### SK Sigma Olomouc „B“
M. Jurčák (-/0),
Jan Vojáček  (-/0) - 
Jiří Barbořík (-/0),
David Čep (-/0),
P. Fiala (-/0),
Tomáš Glos (-/0),
Roman Hendrych (-/1),
David Hodinář (-/0),
P. Hrudník (-/0),
F. Janků (-/0),
Václav Knop (-/0),
David Kobylík (-/4),
P. Kotas (-/2),
David Kotrys (-/3),
Radim König (-/1),
Jiří Krohmer (-/3),
Miroslav Laštůvka (-/4),
Karel Maceček (-/1),
J. Mršťák (-/0),
Emil Nečas (-/1),
M. Novák (-/0),
R. Otoupalík (-/0),
M. Potáček (-/2),
David Rojka (-/3),
David Rozehnal (-/1),
P. Strnad (-/1),
Michal Ševela (-/1),
Tomáš Ujfaluši (-/2),
Aleš Urbánek (-/1),
Tomáš Večeřa (-/0),
Jiří Vít (-/1),
Martin Vyskočil (-/2) -
trenér Jiří Vaďura